# Rousimar Palhares
Rousimar Christian Palhares (Dores do Indaiá, 20 de febrero de 1980) es un artista marcial mixto brasileño que actualmente compite en la categoría de peso wélter. Ha sido campeón de dicha categoría en World Series of Fighting. Palhares es conocido por sus llaves de pierna, fuerza física y su extraño comportamiento durante las peleas.

## Primeros años
Palhares creció en la pobreza extrema en Brasil. Recuerda trabajar en el campo para ayudar a mantener a su familia con tan solo siete años de edad y afirma que hubo momentos en los que no había suficiente comida para todos. Finalmente tuvo que dejar su choza y vivir debajo de un puente local en un barrio pobre de la ciudad.
Palhares obtuvo su cinturón negro de jiu-jitsu brasileño con el ex campeón de UFC Murilo Bustamante y Bebeo Duarte. Los expertos en artes marciales promocionan a Palhares como uno de los luchadores más naturalmente dotados en la actualidad.

## Carrera en artes marciales mixtas

### Ultimate Fighting Championship

#### Peso medio
Palhares debutó en UFC 84 contra Ivan Salaverry al que derrotó por sumisión en la primera ronda. Tras el evento, Palhares fue premiado con la Sumisión de la Noche.
Palhares se enfrentó a Dan Henderson en UFC 88 el 6 de septiembre de 2008. Henderson derrotó a Palhares por decisión unánime.
En UFC 93, Palhares derrotó por decisión unánime a Jeremy Horn. En el mismo año en UFC 107, Palhares derrotó a Lucio Linhares por sumisión.
Su primera pelea en el 2010 fue contra Tomasz Drwal en UFC 111 el 27 de marzo. Palhares derrotó a Drwal por sumisión a los 45 segundos de la primera ronda. Palhares, al seguir ejerciendo presión en su presentación tras el aviso del árbitro fue sancionado con 90 días de suspensión.
Palhares se enfrentó a Nate Marquardt en el evento principal de UFC Fight Night 22 el 15 de septiembre de 2010. Marquardt derrotó a Palhares por nocaut técnico en la primera ronda, siendo esta la primera vez que alguien le noqueaba.
En 2011, Palhares se enfrentó a David Branch el 3 de marzo de 2011 en UFC on Versus 3. Palhares derrotó a Branch por sumisión en la segunda ronda. En agosto del mismo año en el evento UFC 134, Palhares derrotó a Dan Miller por decisión unánime.
En el primer evento de 2012 en UFC 142, Palhares derrotó a Mike Massenzio por sumisión en la primera ronda. Tras el evento, Palhares fue premiado con la Sumisión de la Noche.
Palhares se enfrentó a Alan Belcher el 5 de mayo de 2012 en UFC on Fox 3. Belcher noqueó a Palhares en la primera ronda.
A finales del 2012 en UFC on FX 6, Héctor Lombard noqueó a Palhares en la primera ronda. Tras el evento, Palhares dio positivo por elevados niveles de testosterona.

#### Baja al peso wélter y despido de UFC
Tras su derrota ante Lombard en diciembre de 2012, Palhares decidió bajar al peso wélter y su primer oponente sería Mike Pierce el 9 de octubre de 2013 en UFC Fight Night 29. Palhares ganó la pelea por sumisión (heel hook) a solo 31 segundos de la primera ronda. El árbitro detuvo la pelea dos segundos después de la intervención de su oponente y Palhares no soltó la pierna de Pierce hasta un segundo después de que el árbitro interviniera. Esta fue la única sumisión con éxito durante todo el evento, pero a Palhares se le negó el premio con la bonificación de la noche por conducta antideportiva. El 10 de octubre de 2013, Dana White anunció que Palhares había sido despedido de UFC por no soltar su presentación cuando el árbitro se lo indicó.

### World Series of Fighting
En noviembre de 2013, Palhares firmó un contrato con la World Series of Fighting, pero ya está en la cuerda floja cuando el presidente de WSOF Ray Sefo le dio a Palhares una advertencia muy severa sobre la conducta dentro de la jaula.
Palhares hizo su debut en WSOF 9 contra el campeón de peso wélter Steve Carl. Palhares ganó la pelea por sumisión en la primera ronda para ganar el campeonato de peso wélter de WSOF.
El 13 de diciembre de 2014, Palhares defendió por primera vez su título ante Jon Fitch en WSOF 16, derrotando a Fitch por sumisión en la primera ronda.
El 1 de agosto de 2015, Palhares se enfrentó a Jake Shields en WSOF 22. Palhares ganó la pelea por sumisión en la tercera ronda, defendiendo así el campeonato. Tres días después, Palhares fue despojado del título y suspendido indefinidamente por su continua conducta antideportiva.

## Campeonatos y logros
- World Series of Fighting
  - Campeón de Peso Wélter (Una vez)

- Ultimate Fighting Championship
  - Sumisión de la Noche (Dos veces)

- Fury FC
  - Fury FC Grand Prix de Peso Medio (Campeón)

## Registro en artes marciales mixtas
| Resultado | Récord  | Oponente              | Método                         | Evento                                        | Fecha                    | Ronda | Tiempo | Localización                  | Notas |
| --------- | ------- | --------------------- | ------------------------------ | --------------------------------------------- | ------------------------ | ----- | ------ | ----------------------------- | --- |
| Derrota   | 19–12-1 | Anatoliy Boyko        | TKO (golpes)                   | ACA 149: Vagaev vs Slipenko                   | 16 de diciembre de 2022  | 1     | 3:52   | Moscú                         | |
| Derrota   | 19–11-1 | Ibragim Magomedov     | TKO (golpes)                   | ACA 140: Ramos vs. Reznikov                   | 17 de junio de 2022      | 1     | 2:09   | Sochi                         | Debut en peso medio                                                                                             |
| Derrota   | 19–10-1 | Georgy Kichigin       | KO (golpes)                    | Russian Cagefighting Championship 5           | 15 de diciembre de 2018  | 1     | 3:53   | Ekaterinburg                  | |
| Derrota   | 19–9-1  | Aliaskhab Khizriev    | KO (golpes)                    | Fight Nights Global 85: Alikhanov vs. Kopylov | 30 de marzo de 2018      | 1     | 0:58   | Moscú                         | Por el título de la FNG del peso wélter.                                                                        |
| Empate    | 19–8-1  | Shamil Amirov         | Empate (revertido)             | Fight Nights Global 73                        | 5 de septiembre de 2017  | 3     | 5:00   | Kaspiysk                      | Originalmente victoria por decisión dividida para Amirov. Resultado cambiado a empate por la Russian MMA Union. |
| Victoria  | 19–8    | Aleksei Ivanov        | Sumisión (heel hook)           | Fight Nights Global 70                        | 7 de julio de 2017       | 1     | 0:37   | Ulan-Ude                      | |
| Derrota   | 18–8    | Michał Materla        | KO (golpe)                     | KSW 36                                        | 1 de octubre de 2016     | 2     | 1:27   | Zielona Góra                  | |
| Derrota   | 18–7    | Emil Weber Meek       | KO (golpes y codazos)          | Venator FC III                                | 22 de mayo de 2016       | 1     | 0:45   | Milán                         | Por el Campeonato de Peso Wélter de Venator.                                                                    |
| Victoria  | 18–6    | Jake Shields          | Sumisión (kimura)              | WSOF 22                                       | 1 de agosto de 2015      | 3     | 2:02   | Las Vegas, Nevada             | Defendió el Campeonato de Peso Wélter de WSOF.                                                                  |
| Victoria  | 17–6    | Jon Fitch             | Sumisión (kneebar)             | WSOF 16                                       | 13 de diciembre de 2014  | 1     | 1:30   | Sacramento, California        | Defendió el Campeonato de Peso Wélter de WSOF.                                                                  |
| Victoria  | 16–6    | Steve Carl            | Sumisión (heel hook invertida) | WSOF 9                                        | 29 de marzo de 2014      | 1     | 1:09   | Las Vegas, Nevada             | Ganó el Campeonato de Peso Wélter de WSOF.                                                                      |
| Victoria  | 15–6    | Mike Pierce           | Sumisión (heel hook)           | UFC Fight Night: Maia vs. Shields             | 9 de octubre de 2013     | 1     | 0:31   | Barueri                       | Debut en peso wélter. Despedido de UFC por repetidos incidentes por su conducta antideportiva.                  |
| Derrota   | 14–6    | Héctor Lombard        | KO (golpes)                    | UFC on FX: Sotiropoulos vs. Pearson           | 15 de diciembre de 2012  | 1     | 3:38   | Gold Coast                    | Palhares dio positivo por elevados niveles de testosterona.                                                     |
| Derrota   | 14–5    | Alan Belcher          | TKO (golpes y codazos)         | UFC on Fox: Diaz vs. Miller                   | 5 de mayo de 2012        | 1     | 4:18   | East Rutherford, Nueva Jersey | |
| Victoria  | 14–4    | Mike Massenzio        | Sumisión (heel hook)           | UFC 142                                       | 14 de enero de 2012      | 1     | 1:03   | Río de Janeiro                | Sumisión de la Noche.                                                                                           |
| Victoria  | 13–4    | Dan Miller            | Decisión (unánime)             | UFC 134                                       | 27 de agosto de 2011     | 3     | 5:00   | Río de Janeiro                | |
| Victoria  | 12–4    | David Branch          | Sumisión (heel hook)           | UFC Live: Sanchez vs. Kampmann                | 3 de marzo de 2011       | 2     | 1:44   | Louisville, Kentucky          | |
| Derrota   | 11–4    | Nate Marquardt        | TKO (golpes)                   | UFC Fight Night: Marquardt vs. Palhares       | 15 de septiembre de 2010 | 1     | 3:28   | Austin, Texas                 | |
| Victoria  | 11–3    | Tomasz Drwal          | Sumisión (heel hook)           | UFC 111                                       | 27 de marzo de 2010      | 1     | 0:45   | Newark, Nueva Jersey          | Suspendido 90 días por no soltar la presentación después del paro inicial.                                      |
| Victoria  | 10–3    | Lucio Linhares        | Sumisión (heel hook)           | UFC 107                                       | 12 de diciembre de 2009  | 2     | 3:21   | Memphis, Tennessee            | |
| Victoria  | 9–3     | Jeremy Horn           | Decisión (unánime)             | UFC 93                                        | 17 de enero de 2009      | 3     | 5:00   | Dublín                        | |
| Derrota   | 8–3     | Dan Henderson         | Decisión (unánime)             | UFC 88                                        | 6 de septiembre de 2008  | 3     | 5:00   | Atlanta, Georgia              | |
| Victoria  | 8–2     | Ivan Salaverry        | Sumisión (armbar)              | UFC 84                                        | 24 de mayo de 2008       | 1     | 2:36   | Las Vegas, Nevada             | Sumisión de la Noche.                                                                                           |
| Victoria  | 7–2     | Daniel Acacio         | Sumisión (heel hook)           | Fury FC 5: Final Conflict                     | 6 de diciembre de 2007   | 1     | 1:22   | São Paulo                     | Ganó el GP Fury FC de Peso Medio.                                                                               |
| Victoria  | 6–2     | Fábio Nascimento      | Sumisión (heel hook)           | Fury FC 5: Final Conflict                     | 6 de diciembre de 2007   | 1     | 2:45   | São Paulo                     | GP Fury FC de Peso Medio (semifinal).                                                                           |
| Victoria  | 5–2     | Flavio Luiz Moura     | Sumisión (ankle lock)          | Fury FC 4: High Voltage                       | 4 de agosto de 2007      | 1     | 1:21   | Teresópolis                   | GP Fury FC de Peso Medio (cuartos de final).                                                                    |
| Victoria  | 4–2     | Hélio Dipp            | Sumisión (rear-naked choke)    | Floripa Fight 3                               | 10 de marzo de 2007      | 1     | 1:40   | Florianópolis                 | |
| Victoria  | 3–2     | Cláudio Mattos        | Sumisión (heel hook)           | Storm Samurai 12                              | 25 de noviembre de 2006  | 1     | 0:15   | Curitiba                      | |
| Derrota   | 2–2     | Arthur Cesar Jacintho | Decisión (mayoritaria)         | Rio MMA Challenger 2                          | 21 de junio de 2006      | 3     | 5:00   | Río de Janeiro                | |
| Victoria  | 2–1     | Renan Moraes          | Sumisión (armbar)              | Gold Fighters Championship 1                  | 20 de mayo de 2006       | 1     |        | Río de Janeiro                | |
| Victoria  | 1–1     | Bruno Bastos          | Decisión (dividida)            | Floripa Fight 2                               | 29 de abril de 2006      | 3     | 5:00   | Florianópolis                 | |
| Derrota   | 0–1     | Leandro Silva         | Decisión (unánime)             | Banni Fight Combat 2                          | 10 de mayo de 2004       | 3     | 5:00   | Brasilia                      | |